# كيم كامبل
أفريل فايدرا دوغلاس «كيم» كامبل، (10 مارس من عام 1947) هي عضوة في مجلس الملكة الخاص بكندا وحاصلة على وسام كندا ووسام كولومبيا البريطانية ومستشارة للملكة، وهي سياسية ودبلوماسية ومحامية وكاتبة كندية. شغلت كامبل منصب رئيسة الوزراء التاسعة عشر لكندا بين 25 يونيو و4 نوفمبر من عام 1993. تُعتبر كامبل الامرأة الأولى والوحيدة التي شغلت هذا المنصب.
تُعتبر كامبل أول من شغل هذا المنصب من أبناء جيل طفرة المواليد، وأول من شغله من مواليد كولومبيا البريطانية. شغلت كامبل منصب رئاسة الوزراء لمدة 132 يومًا، لتكون فترة خدمتها ثالث أقصر فترة في تاريخ كندا. تشغل كامبل حاليًا منصب رئاسة المجلس الاستشاري للمحكمة العليا في كندا.

## سياستها الإقليمية
لم تنجح كامبل بعد ترشيح حزب الائتمان الاجتماعي لكولومبيا البريطانية لها في مركز فانكوفر للحصول على مقعد في الجمعية التشريعية لكولومبيا البريطانية في عام 1983، إذ حصلت على 12,740 صوتًا (19.3% من الأصوات في دائرة انتخابية تحتوي على مرشحين). لم تنجح كامبل في تسلم قيادة حزب الائتمان الاجتماعي لكولومبيا البريطانية في صيف عام 1986 (احتلت المركز الأخير بـ 14 صوتًا من الممثلين)، لكنها انتُخبت عضوةً في الجمعية التشريعية لكولومبيا البريطانية عن دائرة فانكوفر- بوينت غراي الانتخابية في أكتوبر من عام 1986 بعد أن حصلت على 19,716 صوتًا (23.2% من الأصوات في دائرة انتخابية تحتوي على مرشحين). تخلت كامبل عن عضويتها في البرلمان بعد استيائها من قيادة رئيس الوزراء في كولومبيا البريطانية بيل فاندر زالم، فانفصلت عنه وعن حزب الائتمان الاجتماعي لكولومبيا البريطانية بعد اختلافهم حول مسألة الإجهاض التي عارضها فاندر زالم. قررت كامبل الابتعاد عن السياسة الإقليمية وبدأت بالاهتمام بالسياسة الفيدرالية.

## سياستها الفيدرالية
انتُخبت كامبل في الانتخابات الفيدرالية لعام 1988 عضوةً في البرلمان عن مركز فانكوفر. فازت كامبل بترشيح الحزب بعد رفض بات كارني -التي شغلت المنصب حينها- إعادة الترشيح. عُيّنت كامبل وزيرةً للدولة (الشؤون الهندية والتنمية الشمالية) في مجلس الوزراء في عام 1989، وهو دور صغير في وزارة الشؤون الهندية والشمالية. شغلت كامبل منصب وزيرة العدل والنائبة العامة بين عامي 1990 و1993، إذ أشرفت على بعض التعديلات الهامة في القانون الجنائي بخصوص مسألة مراقبة الأسلحة النارية وقضية الاعتداء الجنسي. أعلنت المحكمة العليا إبطال قانون الإجهاض في البلاد في عام 1990، تزامنًا مع تقديم كامبل مشروع قانون سي- 43 لتنظيم عميات الإجهاض في كندا. أقر مجلس العموم مشروع القانون هذا لكن لم يوافق عليه مجلس الشيوخ، فلم يكن هناك أي قانون وطني ينظم عمليات الإجهاض حتى عام 2017.[14]
استلمت كامبل منصبي وزيرة الدفاع الوطني ووزيرة شؤون المحاربين القدامى في عام 1993. أشرفت كامبل خلال فترة خدمتها هذه على بعض القضايا البارزة والمثيرة للجدل مثل استبدال طائرات الهليكوبتر المحمولة على متن السفن في البحرية ووحدات البحث والإنقاذ. بدأت الأحداث المتعلقة بالفوج الكندي المحمول جوًا – أو ما يُعرف بفضيحة الصومال العسكرية- عندما كانت كامبل وزيرةً. أصبحت هذه الأحداث موضع تحقيق عام مطول بعد تولي الحزب الليبرالي الكندي السلطة، إذ بقيت كامبل وأعضاء الحزب التقدمي المحافظ تحت المراقبة.

### ديفيد ميلغارد
تسلمت كامبل التماسًا حول محاكمة جديدة في قضية ديفيد ميلغارد بعد توليها منصب وزيرة العدل، إذ أُدين ميلغارد ظلمًا بارتكاب جريمة قتل في عام 1970 وأمضى عقودًا من عمره محاولًا تبرئة اسمه قبل أن يحصل على براءته في عام 1993. كتبت كامبل في سيرتها الذاتية الزمن والصدفة عن تعرضها لـ «ضغوطات هائلة» من العامة وعن «إغراقها بالأسئلة من قبل وسائل الإعلام و[نواب المعارضة] خلال فترة طرح الأسئلة» بشأن هذه القضية حتى قبل تكليفها الرسمي بالتماس ديفيد ميلغارد لمحاكمة جديدة. بررت كامبل تأخر قرارها بإضافة لفريق ميلغارد القانوني طلبات جديدة مرارًا وتكرارًا بشأن الاستئناف، وأضافت بأنه لم يُسمح لها بمراجعة القضية حتى اكتمال كل هذه الطلبات. أبلغت كامبل فريق ميلغارد القانوني في منتصف يناير من عام 1991 عن عدم وجود أدلة كافية للموافقة على الالتماس. قابل رئيس الوزراء الكندي حينها مارتن مولروني والدة ميلغارد في وقت لاحق و«حيا شجاعتها وتصميمها و... أبدى اهتمامه بصحة ابنها»، الأمر الذي «صدم» كامبل و«أدهشها» واعتبرته وسائل الإعلام وبعض النواب دليلًا على انحياز رئيس الوزراء في هذه القضية. قالت كامبل «أخبرت الصحافة عن كفاءة مولروني في عمله السابق في المحاماة، لذا لا أعتقد أنه قد يتدخل بأسلوب غير لائق» وأضافت إنه «لم ينبس بكلمة» أمامها حول هذا الأمر وأنه لم يحاول أي شخص من مكتبه التأثير على قرارها. وفي المقابل، كتبت كامبل أن والدة ميلغارد «مقتنعة تمامًا» بتدخل مولروني وأن «وسائل الإعلام قد صدقت كلامها»، الأمر الذي صعّب على كامبل مهمة إقناع الآخرين أنها وجميع موظفيها مدفوعين «بالرغبة في اتخاذ القرار الصحيح» وحسب.

## رئاسة مجلس الوزراء (يونيو-نوفمبر من عام 1993)
واجه مولروني الانتخابات الفدرالية التشريعية في عام 1993، إذ انخفضت شعبيته بشكل ملحوظ في تلك الفترة، وأشارت استطلاعات الرأي إلى احتمالية تعرض حزب المحافظين لهزيمة كبيرة في حال ترشيحهم لمولوني. أعلن مولروني اعتزاله الحياة السياسية في شهر فبراير من عام 1993، إذ بدأ اعتزاله رسميًا في 25 يونيو من عام 1993. شاركت كامبل في سباق قيادة الحزب لخلافة مولروني. خدمت كامبل في أربع مناصب وزارية قبل ترشحها لقيادة الحزب -بما في ذلك 3 سنوات في وزارة العدل- لذا نجحت في الحصول على دعم أكثر من نصف أعضاء الحزب التقدمي المحافظ بعد إعلانها لترشحها.
تمكنت كامبل من هزيمة جان شاريه في مؤتمر القيادة المحافظة التقدمية في شهر يونيو، ثم عينها الحاكم العام راي هناتيشين رئيسةً للوزراء في 25 يونيو. عرضت كامبل على شاريه منصبي نائب رئيس الوزراء ووزير الصناعة والعلوم والتكنولوجيا، إذ يُعتبر المنصب الأول منصبًا رمزيًا بينما يُعد المنصب الثاني منصبًا وزاريًا هامًا.
شرعت كامبل في إعادة تنظيم مجلس الوزراء بعد تسلمها منصبي قيادة الحزب ورئاسة مجلس الوزراء. قللت كامبل عدد الوزراء من 35 إلى 23 وزير، وعززت الوزارات من خلال إنشاء ثلاث وزارات جديدة: الصحة، والتراث الكندي، والأمن العام. قادت كامبل حملات مكثفة خلال فصل الصيف، وذهبت في جولة حول البلاد، وحضرت حفلات شواء وغيرها من الفعاليات. أظهر استطلاع الرأي الذي أجرته مؤسسة غالوب في شهر أغسطس من عام 1993 حصول كامبل على نسبة تأييد وصلت إلى 51%، ما جعلها أشهر من شغل منصب رئاسة الوزراء منذ 30 عامًا. زادت شعبية كامبل الشخصية إلى حد كبير بحلول نهاية فصل الصيف، إذ تجاوزت شعبية زعيم الحزب الليبرالي جان كريتيان. ازداد الدعم لحزب المحافظين التقدميين ونجح في التفوق على حزب الليبراليين بفارق بضعة نقاط، بينما انخفض الدعم لحزب الإصلاح في تلك الفترة.
كانت كامبل أول رئيسة وزراء لا تسكن في ساسكس درايف 24 منذ أن أصبح هذا العنوان مقرًا رسميًا لرئيس الوزراء الكندي في عام 1951، إذ بقي مولروني في هذا المقر حتى انتهاء أعمال تجديد منزله الجديد في مونتريال. استقرت كامبل في منطقة هارينغتون ليك، التي تُعتبر بمثابة مأوى مخصص لرئيس الوزراء خلال فصل الصيف وعطلات نهاية الأسبوع، إذ تقع هذه المنطقة في ريف كيبيك إلى الشمال من أوتاوا. لم تنتقل كامبل إلى ساسكس درايف 24 حتى بعد مغادرة مولروني. لم تواجه كامبل البرلمان أبدًا خلال فترة ولايتها القصيرة، كما هو الحال مع تشارلز توبر وجون تورنر. قضت كامبل فترة ولايتها بين العطل الصيفية والحملة الانتخابية.

## روابط خارجية
- كيم كامبل على موقع IMDb (الإنجليزية)
- كيم كامبل على موقع الموسوعة البريطانية (الإنجليزية)
- كيم كامبل على موقع مونزينجر (الألمانية)
- كيم كامبل على موقع إن إن دي بي (الإنجليزية)
- كيم كامبل على موقع قاعدة بيانات الفيلم (الإنجليزية)